# (16162) 2000 AD68
A (16162) 2000 AD68 a Naprendszer kisbolygóövében található aszteroida. A LINEAR projekt keretében fedezték fel 2000. január 4-én.